# 威廉姆斯学院
威廉姆斯學院（英語：Williams College）是一所位於美国马萨诸塞州威廉姆斯镇的私立文理学院，为全美排名最佳的文理大学之一，校友不乏政商名流。学校于1793年建立。威廉姆斯学院與同位於新英格蘭的阿默斯特学院及维思大学组成“小三强”（Little Three）。

## 校區
該學院佔地面積450英畝（180公頃），擁有100多座建築。該學院的霍普金斯天文台建立於1838年，是美國最早的天文台之一。

## 學術
学术课程分三类（人文学科、科学与社会研究），24个系别，33个专业，和美术史与发展经济学的硕士课程。教职员数为315，而学生与教职员的比率是7:1。
学年为4-1-4体制（两个四门学科的学期，中间加上一个一门学科的1月学期）。暑假时，约200多学生与教授一起做研究。

### 排名
它是美國最好的文理學院之一，2019年《美國新聞與世界報道》“全國文理學院”排名中該學院位列第一。

## 知名校友
- 王力宏
- 吴作栋

## 外部連結
维基共享资源上的相關多媒體資源：威廉姆斯学院